# Trovicor
Trovicor GmbH est une entreprise spécialisée dans les techniques de surveillance informatiques. Son siège se trouve à Munich et elle a des filiales à Dubaï, Islamabad (Pakistan) et Kuala Lumpur (Malaisie).

## Historique
Trovicor a été créée à l'origine en 1993 par Siemens pour développer et commercialiser des solutions d'enregistrement de voix et de données. Elle a ensuite été intégrée à la coentreprise Nokia Siemens Networks (NSN) le 1er avril 2007 sous la dénomination Intelligence Solutions. NSN a par la suite elle-même vendu l'entreprise le 31 mars 2009, au fonds d'investissement munichois Perusa Partners Fund 1 LP,.

## Produits et clients
Le produit phare de Trovicor est appelé Monitoring Center (et auparavant Siemens Monitoring Center). Monitoring Center est un outil de surveillance et d'interception de masse pour réseaux de télécommunications. D'après Trovicor, tout type de communications peut ainsi être intercepté, aussi celles de satellites. Les produits de Trovicor ne sont vendus qu'à des gouvernements.

## Controverses, Big Brother Award
Le 22 juin 2009, le Wall Street Journal rapportait que NSN avait vendu ses produits à la police gouvernementale des télécommunications et que cette dernière l'utilisait pour opprimer le peuple iranien. L'utilisation de la technique du Deep Packet Inspection était en particulier utilisée, même si NSN a réaffirmé que cela n'était pas le cas avec. Un article du Guardian rapporté que pour cette raison, Nokia était massivement boycotté en Iran.
En 2009, Trovicor a reçu un Big Brother Award,.
Le magazine américain Bloomberg Markets, grâce à des documents venant de WikiLeaks, annonçait que le militant des droits de l'homme Abdulghani al-Chanjar avait été arrêté en août 2010, avec l'aide de Monitoring Center de Trovicor installé à Bahreïn
En avril 2012, la chaîne de télévision allemande ARD, dans un reportage, a dénoncé les activités de Trovicor en Syrie alors même que depuis un an une répression sanglante d'une révolte démocratique avait cours.